# Gisela Freudenberg (Politikerin)
Gisela Freudenberg (geboren 24. Juni 1923 als Gisela Dumur in Wetzlar; gestorben 6. Juli 2021 in Weinheim) war eine deutsche Bildungspolitikerin, Verfassungsrichterin und Kunstsammlerin. Sie ist Trägerin der Theodor-Heuss-Medaille und des Bundesverdienstkreuzes 1. Klasse.

## Leben

### Familie und Ausbildung
Gisela Dumurs Vater war Henri Dumur aus dem Schweizer Kanton Waadt, ein Diplomat und Vorsitzender des Aufsichtsrats der Leitzwerke in Wetzlar. Zum Studieren zog Gisela Dumur von Wetzlar nach Gießen. Sie studierte Biologie mit Schwerpunkt Botanik an der Justus-Liebig-Universität Gießen und promovierte dort 1947 zum Thema „Über den Einfluss der Vitalfärbung auf die Plasmabewegung“.
Als Ehefrau von Hermann Freudenberg führte sie in Weinheim den Haushalt und bekam vier Kinder, dennoch hatte sie das Bedürfnis etwas mehr zu bewegen.

### Bildungspolitisches Engagement

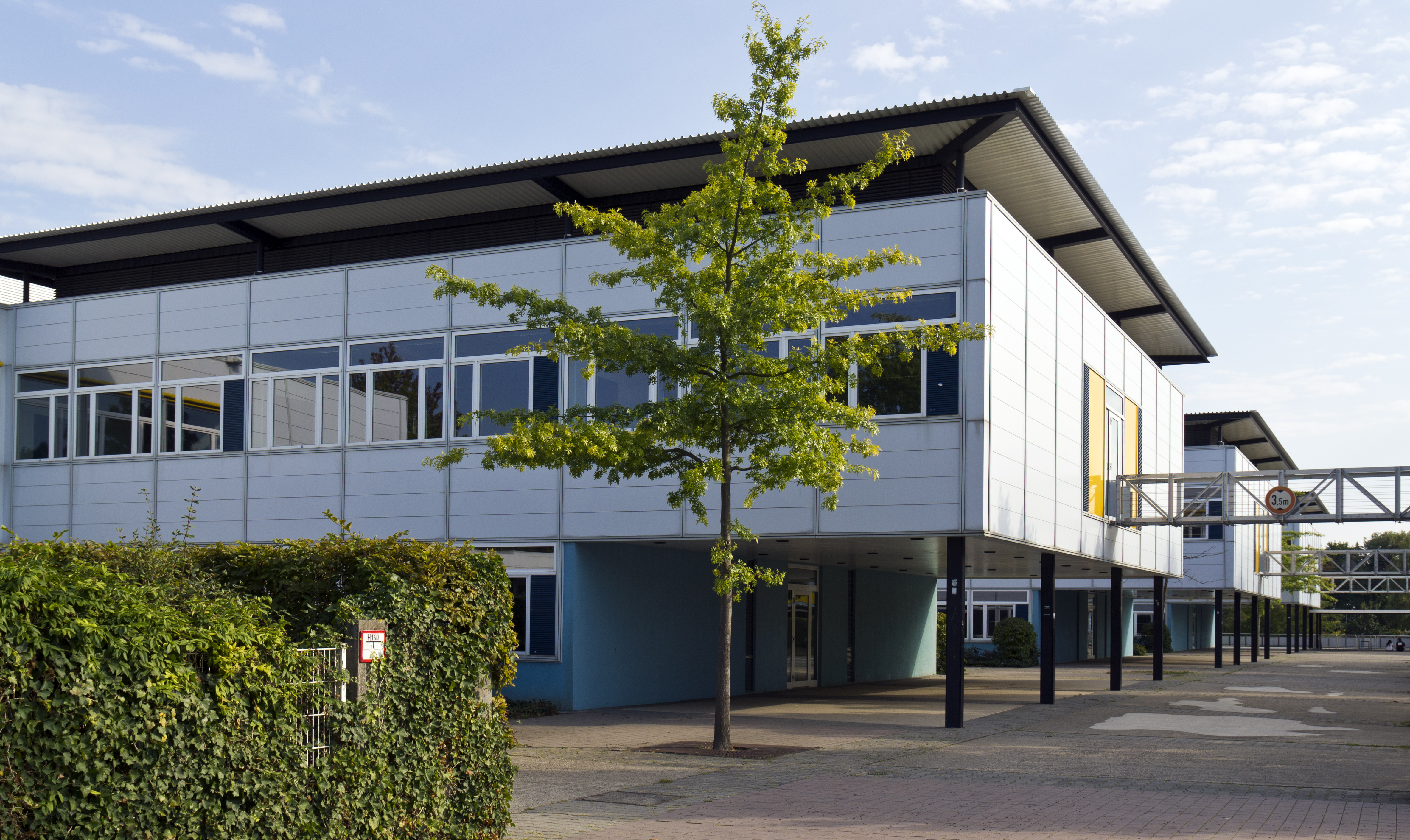
Dietrich-Bonhoeffer-Schule (ehemals Multschule) in Weinheim

Freudenberg engagierte sich für eine Reform des deutschen Schulwesens. Das wurde 1966 mit einer Spende von einer Million Deutsche Mark der Firma Carl Freudenberg in die Tat umgesetzt, unter der Voraussetzung, dass die von der Stadt geplante Gesamtschule als Modellschule wissenschaftlich begleitet werde. Von 1967 bis 1970 leitete Gisela Freudenberg die „Planungsgruppe für eine differenzierte Gesamtschule in Weinheim“. Daraus entstand die Multschule, heute Dietrich-Bonhoeffer-Schule, ein Schulzentrum mit Gymnasium, Mittel-, Haupt- und Sonderschule. Am 4. Mai 1973 begann in dem Neubau der Unterricht. Für ihr Engagement um den Modellversuch Gesamtschule erhielt Freudenberg 1969 die Theodor-Heuss-Medaille. Bei der Verleihung bescheinigte ihr die damalige Staatssekretärin im Bundesbildungsministerium Hildegard Hamm-Brücher „die Ausdauer und die Zähigkeit, mit der sie in der traditionsgebundenen Mittelstadt Weinheim das heiß befehdete Modell einer Gesamtschule entwickelt und millimeterweise voranzutreiben weiß“. Sie übernahm den Vorsitz des Landes- und des Bundeselternbeirats und wurde Mitglied im Landesschulrat, wofür sie 1973 das Bundesverdienstkreuz 1. Klasse verliehen bekam. Auch die im Jahr 2000 verliehene Bürgermedaille der Stadt Weinheim wurde mit Hinweis auf das Verdienst um die Gesamtschule verliehen. Oberbürgermeister Uwe Kleefoot betonte, das Modellprojekt habe „für die Fortentwicklung und innere Demokratisierung des Schulwesens in der gesamten Bundesrepublik beispielhafte Bedeutung“.
1972 ließ sich Freudenberg als SPD-Kandidatin für den Landtag von Baden-Württemberg aufstellen, mit dem Ziel Kultusministerin zu werden. Die SPD erreichte den erhofften Wahlsieg jedoch nicht.

### Verfassungsrichterin
Am 30. Januar 1976 wurde Freudenberg auf Vorschlag der SPD-Landtagsfraktion als Nachfolgerin des verstorbenen Dieter Roser mit 56 von 83 Stimmen vom Landtag von Baden-Württemberg zur Richterin in der Gruppe „ohne Befähigung zum Richteramt“ am Staatsgerichtshof für das Land Baden-Württemberg gewählt. Sie war damit die erste weibliche Laienrichterin am baden-württembergischen Verfassungsgericht. Am 19. Juli 1979 wurde sie mit 81 von 107 Stimmen vom Landtag wiedergewählt. Bei ihrem Ausscheiden zum Ende der Wahlperiode 1988 wurde ihr die Silbermedaille des Landtags überreicht.

### Gesellschaftliches Engagement
Freudenberg setzte sich gegen Fremdenfeindlichkeit, Rassismus und Extremismus ein. Sie engagierte sich für gleiche Bildungschancen, die berufliche und soziale Integration von Jugendlichen aus Problemgruppen und eine sprachliche Förderung von Kindern mit Migrationshintergrund. Der türkische Botschafter in Deutschland Tugay Ulucevik würdigte ihre Arbeit im Zentrum für Türkeistudien, dessen stellvertretende Vorsitzende sie war. Als Mitglied von Soroptimist International nahm Freudenberg die Aufgabe der Präsidentin der deutschen Union von 1982 bis 1984  und danach von 1993 bis 1995 als Europa-Präsidentin  wahr.
Durch die Heirat mit Hermann Freudenberg wurde Gisela Schwiegertochter des Pfarrers der Bekennenden Kirche, Adolf Freudenberg, der 1939 mit seiner jüdisch-stämmigen Frau und seiner Familie nach England emigrieren musste. Dies war Motivation für Gisela Freudenberg, den Freundeskreis Weinheim-Ramat Gan zu gründen und schließlich erreichte sie auch eine Städtepartnerschaft von Weinheim mit Ramat Gan in Israel.
1979 gründeten Hermann und Gisela Freudenberg den Verein Schau- und Sichtungsgarten Hermannshof, legten einen Garten an und machten ihn der Öffentlichkeit 1983 kostenlos zugänglich. Die beiden besuchten den Garten täglich und unterstützten den Verein zeitlebens.

### Keramiksammlerin
Freudenberg machte sich auch einen Namen als Kunstsammlerin. Sie legte eine umfangreiche Keramiksammlung an. Dabei hatte sie besonderes Interesse an Momoyama-Keramik. Mehrfach wurden Ausstellungen mit Objekten aus der Sammlung Freudenberg bestückt: 1992 Frankfurt am Main, 2005 Frankfurt am Main und Köln, 2006 Genf, 2007 in Weinheim und 2011 in Frechen.

## Veröffentlichungen
Dissertation
- Über den Einfluss der Vitalfärbung auf die Plasmabewegung. Dissertation, vorgelegt der Naturwissenschaftlichen Fakultät an der Justus-Liebig-Universität Gießen. 1947.

Bildungsreform
- Ziel: Integrierte Gesamtschule. Junge Generation braucht mehr und bessere Ausbildung. In: Sozialdemokratischer Pressedienst. Nr. 72, 14. April 1972, OCLC 914903036, S. 3.
- Wolfgang Edelstein: Veröffentlichungen der Forschungsgruppe Modellschulen. Hrsg.: Wolfgang Edelstein, Gisela Freudenberg, Walter Schäfer. Klett, Stuttgart 1974, OCLC 162395095.
- Mit Christian Petry, Hermann Freudenberg: Der lange Weg der Bildungsreform. Gisela und Hermann Freudenberg zum 80. Geburtstag. Aufsatzsammlung. Beltz, Weinheim / Basel 2004, ISBN 978-3-407-25362-0.

Keramik
- Mit Stephan von der Schulenburg: Keramik aus der Sammlung Gisela Freudenberg. Katalog der Ausstellung im Alten Wasserturm (Weinheim). Diesbach, Weinheim 2007, OCLC 315495566.
- Mit Gudrun Schmidt-Esters, Ulrich Vollmer: Momoyama-Keramik und ihr Einfluss auf die Gegenwart. Publiziert anlässlich der Ausstellung Japan zu Gast: Momoyama – Keramik und Ihr Einfluss auf die Gegenwart, im Keramion, Frechen, vom 22. Mai bis 11. September 2011. Stiftung Keramion, Frechen 2011, ISBN 978-3-941005-06-8.